# Weinmannia stenocarpa
Weinmannia stenocarpa là một loài thực vật thuộc họ Cunoniaceae. Đây là loài đặc hữu của Ecuador. Môi trường sống tự nhiên của chúng là vùng núi ẩm nhiệt đới hoặc cận nhiệt đới và vùng cây bụi nhiệt đới hoặc cận nhiệt đới vùng đất cao.